# Joseph Charles Bambera
Joseph Charles Bambera (Carbondale, 21 marzo 1956) è un vescovo cattolico statunitense, dal 23 febbraio 2010 vescovo di Scranton.

## Biografia
Joseph Charles Bambera è nato a Carbondale, Pennsylvania, da Joseph Bambera e Irene (nata Kucharski). Ha una sorella, Karen, che vive insieme a suo marito Charles Hoffman, alla figlia Elizabeth e al figlio Charles, a Stroudsburg.

### Formazione e ministero sacerdotale
Ha frequentato la St. Rose of Lima Elementary School e nel 1974 si è diplomato alla St. Rose of Lima High School. Nel 1978 ha conseguito un Bachelor of Arts in storia dell'arte all'Università di Pittsburgh.
Ha quindi iniziato gli studi per il sacerdozio, frequentando l'Università di Scranton e il seminario "San Pio X" a Dalton dove ha studiato filosofia. Ha continuato gli studi di teologia presso il seminario "Maria Immacolata" a Northhampton dove nel 1982 ha conseguito un Master of Divinity.
Il 14 maggio 1983 è stato ordinato diacono per la diocesi di Scranton da monsignor Joseph Carroll McCormick. Il 5 novembre successivo è stato ordinato presbitero dal nuovo vescovo John Joseph O'Connor.
Il primo incarico di Bambera è stato quello di vicario parrocchiale della parrocchia di Santa Maria Assunta a Scranton dove è rimasto per quattro anni. Nel 1987 è stato trasferito nella parrocchia della cattedrale di San Pietro e ha assunto anche gli incarichi di uditore del tribunale diocesano, direttore spirituale della Legio Mariae, ministro del campus del Lackawanna College e direttore diocesano dei pellegrinaggi.
Nel 1989 è stato inviato a proseguire gli studi di diritto canonico all'Università San Paolo di Ottawa. Nel 1991 ha conseguito la licenza in diritto canonico.
Al suo ritorno in diocesi è stato nominato giudice del tribunale diocesano. Nel 1993 è stato nominato direttore diocesano per l'ecumenismo e gli affari interreligiosi e nel 1995 vicario episcopale per il clero. È stato parroco delle parrocchie del Santo Nome di Gesù a Scranton dal 1994 al 1997, di San Giovanni Bosco a Conyngham dal 1998 al 2001 e della Visitazione della Beata Vergine Maria a Dickson City dal 2001 al 2007. Nel marzo del 1997 è stato nominato prelato d'onore di Sua Santità. Nel 2005 è divenuto vicario episcopale per la regione centrale della diocesi. Nel luglio del 2007 è stato nominato parroco delle parrocchie di San Tommaso d'Aquino ad Archbald e di Santa Maria di Czestochowa a Eynon. In quel momento è stato anche nominato consulente canonico per la pianificazione pastorale della diocesi.
Nel 2000 è stato eletto presidente del consiglio presbiterale e nel 2002 è stato rieletto. Nell'agosto del 2000 il vescovo Timlin ha nominato Bambera moderatore dell'Appello annuale diocesano per il 2001, 2002 e 2003. Ha anche ricoperto gli uffici di presidente del consiglio dei pastori della Bishop Hafey High School e della Bishop O'Hara High School e di difensore del vincolo dell'eparchia di San Marone di Brooklyn. È stato membro del consiglio di fondazione dell'Università di Scranton dal 2003 al 2009 e membro del consiglio di fondazione della St. Michael's School di Hoban Heights dal 2004.
Il 31 agosto 2009 monsignor Bambera è stato scelto come delegato ad omnia dal cardinale Justin Francis Rigali, all'epoca amministratore apostolico della diocesi in seguito alle dimissioni del vescovo Joseph Francis Martino. In questo ufficio, ha supervisionato le operazioni quotidiane della diocesi durante la sede vacante.
A livello diocesano è stato anche membro del comitato per le ammissioni al seminario diocesano, del comitato consultivo sul diaconato, del comitato consultivo dell'Ufficio di formazione permanente dei sacerdoti, del comitato indipendente di revisione diocesana, del consiglio di pensionamento dei sacerdoti, del comitato consultivo vocazionale e della commissione liturgica diocesana.

### Ministero episcopale
Il 23 febbraio 2010 papa Benedetto XVI lo ha nominato vescovo di Scranton. A seguito della nomina ha dichiarato: "Con profonda umiltà, rendo grazie a Dio Onnipotente attraverso la cui provvidenza e grazia sono stato chiamato a servire il popolo di Dio nella diocesi di Scranton come vescovo. [...] Mentre iniziamo un nuovo capitolo della vita della diocesi di Scranton, possiamo continuare a collaborare e lavorare insieme, mentre camminiamo nella carità e nella verità. Ha ricevuto l'ordinazione episcopale il 26 aprile successivo nella cattedrale di San Pietro a Scranton dal cardinale Justin Francis Rigali, arcivescovo metropolita di Filadelfia, co-consacranti il vescovo emerito della stessa diocesi James Clifford Timlin e il vescovo ausiliare emerito John Martin Dougherty. Durante la stessa celebrazione ha preso possesso della diocesi. Come vescovo, Bambera è il leader spirituale dei 350 000 cattolici della Pennsylvania nord-orientale.
Nel dicembre del 2011 ha compiuto la visita ad limina.
Nel 2016 il vescovo Bambera è stato eletto per un mandato di tre anni al ruolo presidente del comitato per gli affari ecumenici e interreligiosi della Conferenza dei vescovi cattolici degli Stati Uniti (USCCB). Questo comitato è composto da 25 vescovi specializzati nelle relazioni tra cristiani cattolici e altri gruppi religiosi. Il comitato è il collegamento dei vescovi degli Stati Uniti con la Santa Sede per le questioni ecumeniche.
Il vescovo Bambera è stato membro di numerosi altri comitati della Conferenza episcopale. È il rappresentante della regione ecclesiastica III (Pennsylvania e New Jersey) in seno al comitato amministrativo. Esso stabilisce l'ordine del giorno della Conferenza e conduce i lavori nelle sessioni plenarie. Fa parte anche del comitato per le priorità e i piani, che elabora piani strategici e raccomandazioni e candida i vescovi nei vari comitati che saranno eletti da parte dell'assemblea generale. Fa anche parte del consiglio consultivo nazionale, composto da fedeli laici, sacerdoti, diaconi e religiosi che rappresentano la Chiesa cattolica degli Stati Uniti
Inoltre il vescovo ha presieduto, con il presidente della Chiesa cattolica nazionale polacca, l'incontro del dialogo nazionale cattolico-polacco per i membri designati del clero cattolico romano e polacco. Questo dialogo continuo, sponsorizzato dal comitato ecumenico della Conferenza dei vescovi, è stato istituito nel 1984.
Il 31 agosto 2018 monsignor Bambera ha proibito al vescovo emerito James Clifford Timlin di rappresentare la diocesi in tutti gli eventi pubblici, liturgici o di altro genere, visto il suo fallimento nel proteggere i bambini dagli abusi. Questo è il massimo che può fare per limitare un altro vescovo. Tuttavia, ha inviato la questione alla Congregazione per i vescovi che ha giurisdizione su ulteriori aspetti del ministero del vescovo Timlin. Lo stesso Bambera è stato vicario episcopale per il clero della diocesi di Scranton dal 1995 al 1998 e ha ammesso che durante quel periodo aveva aiutato l'allora vescovo Timlin a riassegnare un prete che aveva abusato di un minore, sebbene la decisione fosse stata presa dal vescovo. Bambera ha sottolineato che da quando è diventato vescovo nel 2010 ha perseguito una politica di tolleranza zero nei confronti dei chierici accusati di abusi.

## Genealogia episcopale
La genealogia episcopale è:
- Cardinale Scipione Rebiba
- Cardinale Giulio Antonio Santorio
- Cardinale Girolamo Bernerio, O.P.
- Arcivescovo Galeazzo Sanvitale
- Cardinale Ludovico Ludovisi
- Cardinale Luigi Caetani
- Cardinale Ulderico Carpegna
- Cardinale Paluzzo Paluzzi Altieri degli Albertoni
- Papa Benedetto XIII
- Papa Benedetto XIV
- Papa Clemente XIII
- Cardinale Enrico Benedetto Stuart
- Papa Leone XII
- Cardinale Chiarissimo Falconieri Mellini
- Cardinale Camillo Di Pietro
- Cardinale Mieczysław Halka Ledóchowski
- Cardinale Jan Maurycy Paweł Puzyna de Kosielsko
- Arcivescovo Józef Bilczewski
- Arcivescovo Bolesław Twardowski
- Arcivescovo Eugeniusz Baziak
- Papa Giovanni Paolo II
- Cardinale Justin Francis Rigali
- Vescovo Joseph Charles Bambera

## Araldica
| Stemma | Titolare                                   | Descrizione |
|        | Joseph Charles Bambera Vescovo di Scranton | Secondo una tradizione araldica dei paesi anglosassoni lo stemma del vescovo di una diocesi, chiamato "ordinario", è unito allo stemma della sua giurisdizione posto a destra. Lo stemma della diocesi di Scranton, a sinistra, presenta le chiavi rosse incrociate di San Pietro, il santo patrono della cattedrale. Su entrambi i lati delle chiavi vi sono dei cerchi blu che rimandano allo stemma di William Penn, il fondatore della Pennsylvania. La cometa nella parte superiore dello scudo allude a un segno simile presente nello stemma di papa Leone XIII che ha sottolineato i diritti e la dignità di tutti i lavoratori. Lo stemma personale del vescovo Bambera, a destra, è diviso nel mezzo da una linea nera frastagliata che allude alle montagne della Pennsylvania nordorientale, dove il vescovo è nato, e della regione della Polonia meridionale di cui è originaria la famiglia di sua madre. Lo sfondo verde con strisce dorate simboleggia i terreni agricoli pronti per il raccolto ed è un gioco di parole sul cognome del vescovo, Bambera. "Bamber", in un'area della Polonia centro-occidentale dalla quale è originario il padre, è un termine regionale che significa "contadino". Le undici strisce rappresentano le undici contee della diocesi di Scranton. Nella parte superiore dello stemma vi è un "monogramma Chi-Rho", un simbolo di Cristo, che allude sia allo stemma del cardinale John Joseph O'Connor, che ha ordinato presbitero monsignor Bambera, che a quello del cardinale Justin Francis Rigali, già amministratore apostolico della diocesi, della quale il vescovo Bambera è stato delegato ad omnia. Un tema pastorale collega tutto lo stemma e il Chi-Rho rappresenta il sole che nutre il paesaggio della diocesi. Lo stemma è completato con gli ornamenti esterni che sono la croce astile, che è posta dietro allo scudo e che si estende sopra e sotto lo scudo, e un cappello chiamato galero con appese sei nappe in tre file, su entrambi i lati dello scudo, il tutto in verde. Queste sono le insegne araldiche di un prelato del grado di vescovo come stabilito dalla Santa Sede del 31 marzo 1969. |